# Cerviniella langi
Cerviniella langi är en kräftdjursart som beskrevs av Philippe Bodin. Cerviniella langi ingår i släktet Cerviniella och familjen Cerviniidae. Inga underarter finns listade i Catalogue of Life.